# نمک (فیلم ۱۹۹۶)
نمک (به هندی: Namak) فیلمی محصول سال ۱۹۹۶ و به کارگردانی کاوال شارما است. در این فیلم بازیگرانی همچون سانجی دات، فاطیما شیخ، شامی کاپور، رضا مراد، پریم چوپرا، گلشن گروور، فرح ایفای نقش کرده‌اند.